# Операция «Бэттлэкс»
Операция «Бэттлэкс» (англ. Operation Battleaxe — Боевой топор) — наступлением британской армии, проводившееся 15–17 июня 1941 года во время Второй мировой войны с целью снять осаду Тобрука и отбить восточную Киренаику у немецких и итальянских войск.

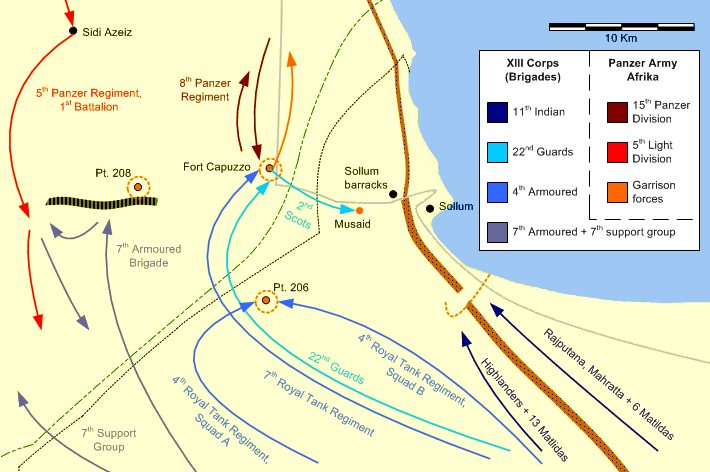
Первый день операции

В конце марта 1941 года, вскоре после прибытия немецкого Африканского корпуса в Триполи для усиления итальянцев, силы «Оси» быстро захватили британские позиции  в Эль-Агейле и к середине апреля достигли Саллума в Египте. Британцы удерживали укрепленный порт Тобрук, который был осажден войсками «Оси». Однако, немцы имели ограниченные запасы топлива и боеприпасов как для штурма Тобрука, так и дальнейшего наступления. В мае британцы провели операцию «Бревити» и захватили перевал Халфай, но через десять дней немцы в ходе операции «Скорпион» отбили его. А в конце мая союзники сдали остров Крит немцам, с аэродромов которого люфтваффе получили возможность контролировать Киренаику. В этих условиях британское командование разработало операцию «Бэттлэкс» с целью захвата восточной Киренаики и снятия осады с Тобрука. Начало операции было запланировано на 15 июня 1941 года.
К началу операции британцы имели группировку в 25 тысяч человек, на вооружении которой состояли 190 танков, 98 истребителей и 105 бомбардировщиков. Итало-германская группировка насчитывала 13,5 тысяч человек и имела 196 танков, в том числе 107 пушечных, 130 истребителей и 84 бомбардировщика. Получив данные разведки о британском наступлении, Роммель создал линию укрепленных позиций от Халфайи до Сиди-Азейз, разместив на ней все имеющие противотанковые 88-мм орудия и усилив позиции широким противотанковым минным полем. В ночь британского наступления немецкая артиллерия обстреляла Тобрук.
В первый день наступления на перевал Халфай, начатого рано утром 15 июня, британская артиллерия отстала, и немцы методично выбили значительную часть английских танков – около 50-60 машин – более половины всех танков. Только одна из трех атак была успешной: 7-му танковому полку удалось не без труда обойти упорно обороняемую высоту 206 и занять то, что осталось от форта Капуццо, вытеснив итальянцев.
Во второй день сражения, 80 немецких танков с двух сторон контратаковали британцев у форта Капуццо и полудню, потеряв 50 танков, прекратили атаки. Воспользовавшись этой неудавшейся контратакой, британские войска продвинулись вперед и захватили казармы в Соллуме, чтобы помешать противнику усилить перевал Халфай. 
На третий день боев Роммель предпринял обходную массированную танковую контратаку в районе Сиди-Сулеймана, заставив британцев покинуть и перевал Халфай, и форт Капуццо. Британцы едва избежали катастрофы, отступив прямо перед немецким фланговым движением. Единственной английской позицией, которую удалось удержать до конца операции, была высота 206, но только после того, как она дважды переходила из рук в руки. К концу боев 17 июня у британцев осталось всего пятнадцать танков. 
Операция «Бэттлэкс» была официально признана неудачной. По итогам боев британцы потеряли 969 человек, 91 танк и 36 самолетов. Потери войск стран «Оси» – 1270 человек, 50 танков (38 было впоследствии восстановлено) и 10 самолетов. Несмотря на поражение британских войск, это была первая операция, когда  значительные немецкие силы сражались в обороне. Неудача привела к замене британского генерала Арчибальда Уэйвелла, главнокомандующего на Ближнем Востоке, на Клода Окинлека.